# Пушкин, Алексей Фёдорович
Алексей Фёдорович Пушкин (3 марта 1717 — 5 ноября 1777) — русский помещик и военный деятель, капитан Российской императорской армии, участник русско-турецкой войны 1735—1739 годов. После выхода в отставку занялся производством вина. Прадед поэта Александра Сергеевича Пушкина по материнской линии.

## Биография
Алексей Фёдорович Пушкин родился 3 марта 1717 года в селе Кореневщино (ныне — в Добровском районе Липецкой области) в семье дворян Фёдора Петровича и Ксении Ивановны Пушкиных. Будучи ребёнком, остался без отца и в 1730 году был отдан в пажи при дворе царевны Прасковьи Иоанновны, которая приходилась племянницей Петру I. В пятнадцатилетнем возрасте был определён в Шляхетский кадетский корпус, который окончил в 1738 году. Служил в чине прапорщика в Тверском драгунском полку, затем был полковым квартирмейстером. Принимал участие в русско-турецкой войне 1735—1739 годов, во время войны участвовал во взятии Очакова летом 1737 года и осаде Хотина в 1739 году, во время войны получил несколько тяжёлых ранений.
В 1746 году Алексей Фёдорович вышел в отставку в чине капитана и поселился в родном селе. Алексею Пушкину принадлежало 8 сёл (затем он приобрёл ещё 3 села) и 350 крестьян мужского пола. В 1765 году несколько месяцев был воеводой Сокольска (Тамбовская губерния). В одном из его сёл Кузьминка был построен винный завод, после чего Алексей Пушкин стал главным поставщиком вина в Романовский и Сокольский уезды. Алексей Фёдорович Пушкин скончался 5 ноября 1777 года.

## Семья

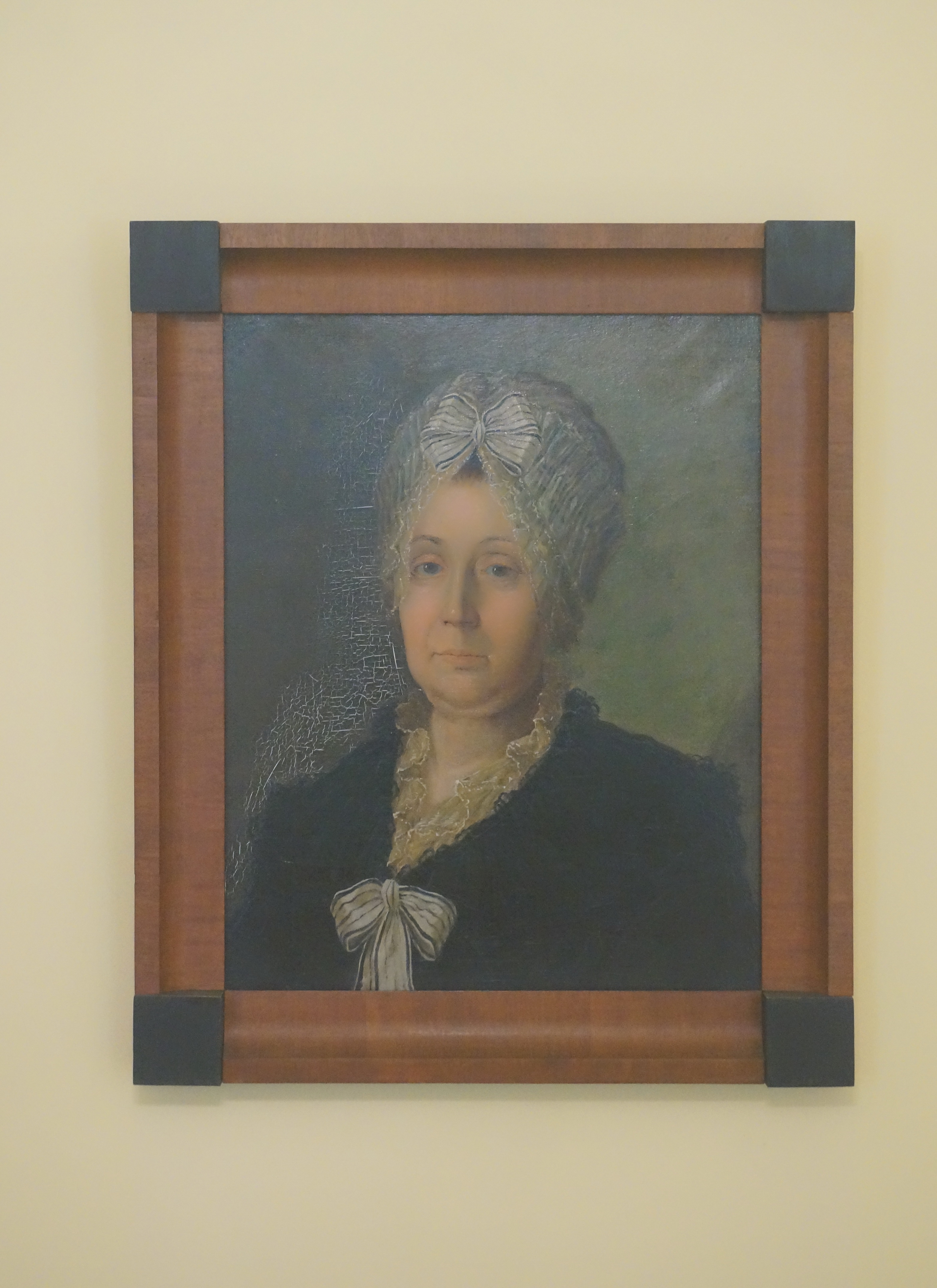
Сарра Юрьевна Пушкина. Портрет в музее в Болдино

Алексей Фёдорович с 1742 года был женат на Сарре (Саре) Юрьевне, в девичестве Ржевская. Она была дочерью коломенского помещика, который позже стал нижегородским губернатором, Юрия Ржевского. В их семье было два сына и три дочери — Георгиевский кавалер Юрий (1743—1793), Михаил (1745—1793), Екатерина (1744—1800), Мария (1745—1818) и Анна (1750-…). Юрий и Михаил поступили на военную службу, Надежда стала женой надворного советника Алексея Михайловича Овцына, Екатерина осталась незамужней. Мария вышла замуж за Осипа Абрамовича Ганнибала, и в этом браке родилась их единственная дочь — Надежда (1775—1836), которая в 1796 году вышла замуж за своего троюродного дядю Сергея Львовича Пушкина и родила восемь детей, из которых до взрослых лет дожили трое, включая русского поэта Александра Сергеевича Пушкина.